# Chenār Gerīt
Chenār Gerīt (persiska: چنار گريت, چِنار, چِنار خُشكِه, چنار گریک, Chenār-e Gerīt, Chenār Gerīk) är en ort i Iran.   Den ligger i provinsen Lorestan, i den västra delen av landet, 400 km sydväst om huvudstaden Teheran. Chenār Gerīt ligger 1 959 meter över havet och antalet invånare är 263.
Terrängen runt Chenār Gerīt är kuperad. Runt Chenār Gerīt är det ganska tätbefolkat, med 72 invånare per kvadratkilometer. Närmaste större samhälle är Zāgheh-ye ‘Olyā, 14,7 km norr om Chenār Gerīt. Trakten runt Chenār Gerīt består i huvudsak av gräsmarker.